# Bitty Schram
Bitty Schram (* 17. Juli 1968 als Elizabeth Schram in New York City) ist eine US-amerikanische Schauspielerin. Sie wurde 2002 als Sharona Fleming in der Fernsehserie Monk bekannt. 

## Leben
Sie machte ihren Abschluss an der Universität von Maryland. Bevor sie für das Fernsehen entdeckt wurde, feierte die ausgebildete Bühnenschauspielerin Erfolge am Broadway, u. a. mit dem Stück Laughter on the 23rd Floor von Neil Simon.
Ihre erste Filmrolle hatte Schram 1992 in der Komödie Eine Klasse für sich mit Geena Davis und Tom Hanks. Danach spielte sie in Filmen wie Tage wie dieser mit Michelle Pfeiffer und George Clooney und Marvins Töchter mit.
Zudem hatte sie Gastauftritte in den Fernsehserien Felicity, Roswell und Strong Medicine: Zwei Ärztinnen wie Feuer und Eis. Bekanntheit erlangte sie mit der Rolle der Sharona Fleming in der Fernsehserie Monk, für die sie 2004 für einen Golden Globe nominiert wurde. Nachdem sie eine Erhöhung ihrer Gage gefordert hatte, musste sie die Serie 2005 während der Dreharbeiten zur dritten Staffel verlassen. Sie wurde durch Traylor Howard ersetzt. Trotzdem hatte Schram 2009 in der letzten Staffel von Monk nochmals einen Auftritt als Sharona Fleming.

## Filmografie
- 1992: Getrennte Wege (Fathers & Sons)
- 1992: Eine Klasse für sich (A League of Their Own)
- 1993: Die Nacht mit meinem Traummann (The Night We Never Met)
- 1993: Das Erbe der Zarentochter (My Family Treasure)
- 1994: Chasers – Zu sexy für den Knast (Chasers)
- 1994: Full Cycle
- 1995: Long Island Fever (Fernsehfilm)
- 1996: Caught – Im Netz der Leidenschaft (Caught)
- 1996: Der Zufallslover (The Pallbearer)
- 1996: Tage wie dieser (One Fine Day)
- 1996: Marvins Töchter (Marvin’s Room)
- 1998: Zwei Männer, eine Frau und eine Hochzeit (Kissing a Fool)
- 1998: Cleopatra’s Second Husband
- 1999: G vs E (Fernsehserie, eine Folge)
- 2001: Destiny (Fernsehfilm)
- 2001: Strong Medicine: Zwei Ärztinnen wie Feuer und Eis (Strong Medicine, Fernsehserie, eine Folge)
- 2001: The Tag (Kurzfilm)
- 2001: Roswell (Fernsehserie, eine Folge)
- 2002: Felicity (Fernsehserie, drei Folgen)
- 2002: Wer tötete Victor Fox? (Unconditional Love)
- 2002–2005, 2009: Monk (Fernsehserie, 39 Folgen)
- 2004: The Sure Hand of God
- 2005: Kitchen Confidential (Fernsehserie, eine Folge)
- 2006: Thief (Miniserie, zwei Folgen)
- 2006: A-List
- 2007: You’ve Got A Friend (Fernsehfilm)
- 2009: Ghost Whisperer – Stimmen aus dem Jenseits (Ghost Whisperer, Fernsehserie, eine Folge)
- 2015: Moments of Clarity
- 2023: Mr. Monk’s Last Case: A Monk Movie (Fernsehfilm, nur Archivaufnahme aus der Pilotfolge)